# Уиздом (альбатрос)
Уи́здом (англ. Wisdom) — самка темноспинного альбатроса (Phoebastria immutabilis). Является старейшей живущей в дикой природе птицей, возраст которой точно известен, а также старейшей окольцованной птицей. В последний раз была замечена живой и здоровой 1 декабря 2023 года на атолле Мидуэй. 

## Биография
В 1956 году птица была поймана учёными на атолле Мидуэй в северной части Тихого океана. Американский орнитолог Чандлер Роббинс окольцевал птицу, оценив её возраст в 5 лет. Спустя 46 лет, в 2002 году, Роббинс снова встретил Уиздом на месте кольцевания в гнездовой период. С тех пор за птицей наблюдают ежегодно. За свой почтенный возраст птица получила кличку Уиздом, что в переводе с английского языка означает Мудрость. Чандлер Роббинс ушёл из жизни в 2017 году в возрасте 98 лет. 
Темноспинные альбатросы моногамны и ежегодно откладывают по одному яйцу. Известно, что с 2006 года Уиздом ежегодно приступала к гнездованию и откладывала одно яйцо, из которого успешно вылуплялся птенец. В течение последних лет её бессменным партнёром был самец по имени Акеакамаи (Akeakamai, в переводе «любитель мудрости»). В декабре 2017 года Уиздом снова вернулась к своему месту гнездования и в возрасте 67 лет отложила яйцо. Это уникальный задокументированный случай продолжительности жизни птиц в природе и успешного размножения в таком возрасте.

## Значение
Уиздом является старейшей птицей за всю историю применения метода кольцевания.
Фотографии этой птицы размещали на обложках ведущие мировые информационные ресурсы — The Guardian, National Geographic, Seeker.